# Joseph Victor von Scheffel
Joseph Victor Scheffel, von Scheffel à partir de 1876 (né le 16 février 1826 à Karlsruhe et mort le 9 avril 1886 dans la même ville) est un écrivain et poète très lu au XIXe siècle. Il écrit des histoires, des poèmes épiques et des paroles de chansons bien connues. Il est le créateur indirect du terme Biedermeier.

## Biographie

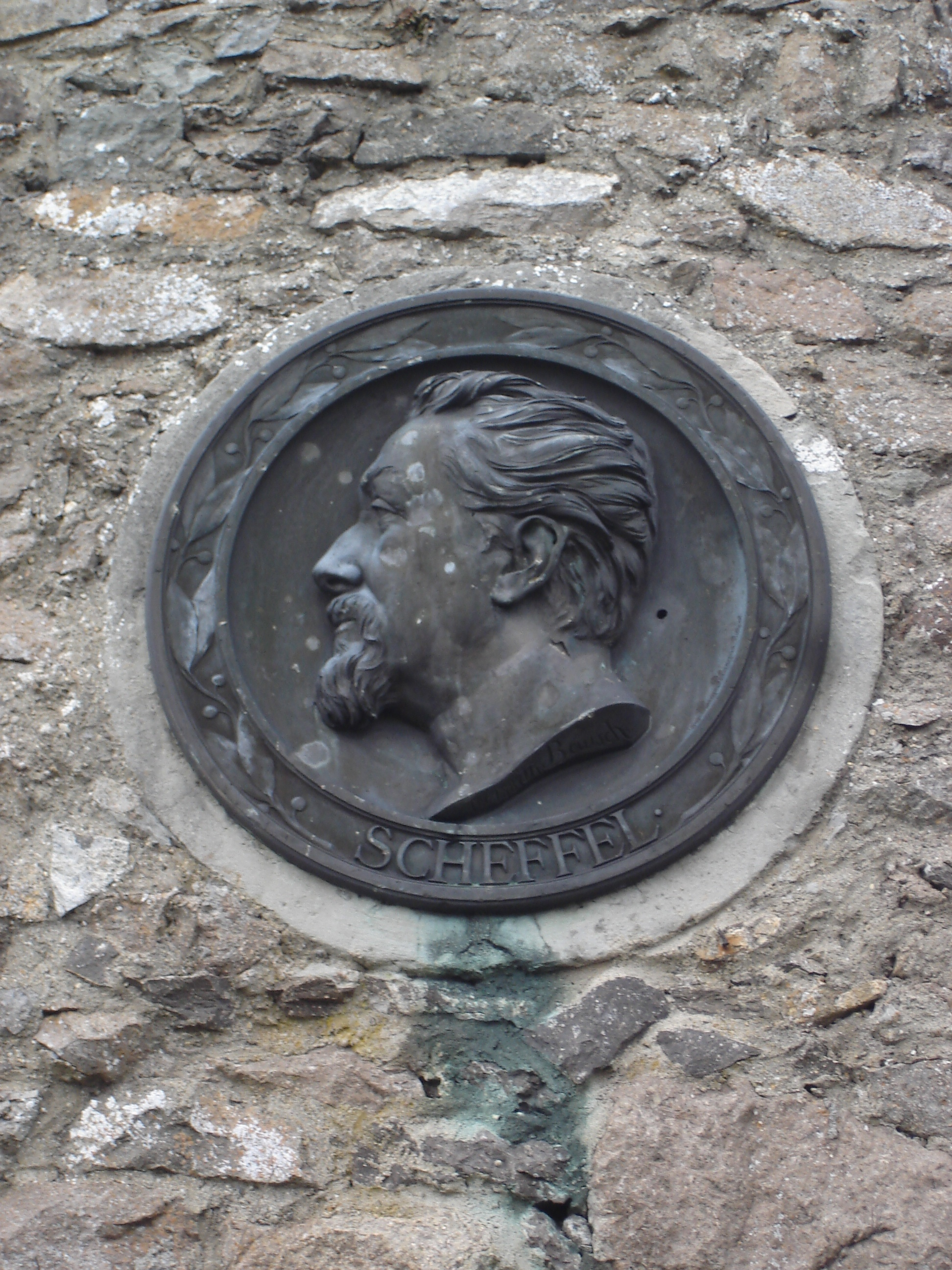
Plaque Scheffel sur Hohentwiel

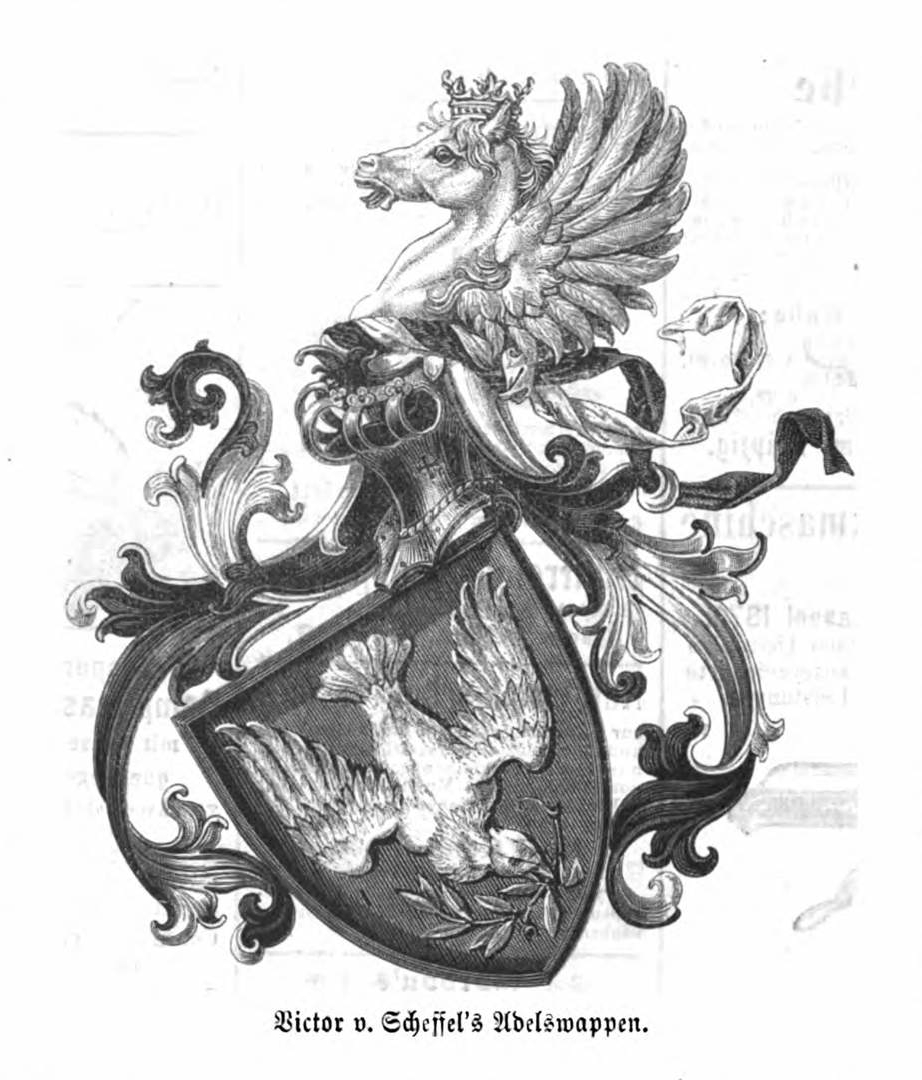
Armoiries de Scheffel

Joseph Victor Scheffel grandit à Karlsruhe en tant qu'aîné d'une famille de trois frères et sœurs. Son père, Philipp Jakob Scheffel, est ingénieur, officier supérieur du bâtiment à Baden et major badois. En tant que membre de la Commission de régulation du Rhin, il travaille sur le projet de la correction du Rhin supérieur sous la direction de Johann Gottfried Tulla. Sa mère Josephine Scheffel peint et écrit des poèmes et des pièces de théâtre ; Elle dirige l'un des premiers salons de Karlsruhe.
À la demande de son père, il étudie le droit de 1843 à 1847 à l'Université Louis-et-Maximilien de Munich, à l'Université Robert-Charles de Heidelberg et à l'Université Frédéric-Guillaume de Berlin. Il étudie également la philologie et la littérature germaniques. À Heidelberg, il est d'abord membre de la fraternité Allemannia I (1844/1845), puis de la fraternité Teutonia (1845) et enfin de la fraternité Frankonia II (de) (1846/1847), dissoute à l'été 1849. À Berlin, il est actif au sein de la Alten Berliner Burschenschaft (de). Le 28 février 1856, la fraternité Teutonia zu Jena lui décerne le titre de membre honoraire par l'intermédiaire de son ami Karl Friedrich Schwanitz (de), qu'il connait depuis son séjour à Allemannia I à Heidelberg en 1844/1845. Schwanitz cofonde Teutonia Jena en février 1845. En 1872, Scheffel devient membre honoraire des chanteurs de l'université de Leipzig à St. Pauli (de) (aujourd'hui à Mayence).
En 1848, Scheffel suit l'envoyé du Bundestag de Bade Carl Theodor Welcker au parlement de Francfort en tant que secrétaire de légation non rémunéré . Il l'accompagne également lors d'une mission politique dans le duché de Lauenbourg, qui est alors gouverné en union personnelle avec le Danemark. Après son retour, Scheffel réussit l'examen d'État en droit à Heidelberg et y obtient son doctorat en droit en 1849. Il travaille ensuite dans plusieurs offices grand-ducaux, de 1850 à 1851 comme stagiaire en droit à Säckingen, et en 1852 au secrétariat du tribunal de Bruchsal . Après un voyage à travers dans les États italiens, il est nommé avocat stagiaire, mais abandonne ensuite sa carrière juridique pour postuler au poste vacant de maître de conférences en littérature allemande à l'Université de Zurich en 1854. Son plan ayant échoué, il part pour Heidelberg.
La situation financière de sa famille permet à Scheffel de poursuivre ses penchants artistiques. Pour tester son talent de peintre paysagiste, il se rend à Rome en mai 1852 avec le peintre Julius Zielke (de). Là, il se rend compte que son talent réside davantage dans la poésie que dans la peinture.
Scheffel était épris de sa cousine Emma Koch-Heim (1835-1910). Cet engouement l'inspire à écrire sa première œuvre à Capri: Der Trompeter von Säkkingen. Ein Sang vom Oberrhein (1854). À son retour à Offenbourg, Scheffel demande en vain la main d'Emma. Scheffel reste attaché à sa cousine tout au long de sa vie et l'évoque également dans ses romans Ekkehard (1855), basé sur l'histoire de la vie du moine saint-gallois Ekkehard II, et Frau Aventiure. Lieder aus Heinrich von Ofterdingen Zeit (1863)
Tant la nouvelle en vers que le roman, une histoire du XXe siècle, montrent Scheffel comme un poète frais et plein d'humour, capable de décrire de manière vivante différentes époques et conditions grâce à sa vision intérieure et à des études historiques précises.
Dans Der Trompeter von Säkkingen (de), Scheffel évoque également sa participation à la Révolution de 1848/1849 : Scheffel décrit une scène dans laquelle le protagoniste Jung-Werner remarque que sa maîtresse joue de sa trompette comme suit : « C'est plein de colère Main soulevée, / Mais comme émue par l'éclair / Elle s'enfonce sur sa hanche, / Et le coup de poing est resté, ainsi que / L'unité allemande et bien d'autres choses, / Juste un projet bien pensé. «En tant que représentant typique de Biedermeier, von Scheffel ne combine pas sa revendication d'unité nationale allemande avec celle de réformes sociales. Von Scheffel présente avec humour le droit du plus fort dans un combat entre deux crabes comme une loi de la nature : « Car le grand mange le petit, / Et le plus grand mange le grand, / Ainsi dans la nature / Simplement la question sociale est résolu. Le rejet des réformes sociales par Scheffel ressort également de sa description négative des agriculteurs qui assiègent Säckingen pour protester contre une augmentation des impôts. Scheffel décrit comment les foules de paysans attaquants s'enfuirent « comme des corbeaux […] » sous les tirs des défenseurs. Scheffel demande au chat du baron von Säckingen, Hiddigeigei, de commenter la ruée des agriculteurs comme suit : « Mais je déteste ces agriculteurs, / Je déteste l'odeur de l'étable, / dont la victoire de / l'éducation européenne gâcherait complètement l'atmosphère /. "
Le poète passe ensuite quelque temps à Munich et de 1858 à 1859 comme bibliothécaire de Charles-Egon III. Après avoir vécu à Donaueschingen, il s'installe définitivement dans sa ville natale de Karlsruhe.
Scheffel visite Thoune pour la première fois en 1863. Il rencontre plus tard Karl Klose (1818-1907), capitaine de l'état-major et père de Friedrich Klose, qui vit à Thoune. Une amitié et une correspondance animée se développent entre eux, qui dure jusqu'à la mort de Scheffel
En 1864, Scheffel épouse Caroline baronne von Malsen (de), fille de l'ambassadeur de Bavière à la cour de Bade. Le mariage n'est pas heureux. Lorsque leur unique enfant, Victor, naît en 1867, les parents ne vivent plus ensemble. La réconciliation n'intervient qu'en 1886, au lit de mort de Scheffel. En 1869, Scheffel enlève son fils sur un terrain de jeu près de l'appartement de Caroline à Munich. Le fils grandit avec son père à Karlsruhe et embrasse plus tard une carrière militaire.

Parmi les productions ultérieures de Scheffel, les chansons et ballades humoristiques parues dans Gaudeamus (Stuttgart 1868) reçoivent un accueil extraordinaire en raison de leur fraîcheur spirituelle et de leur ton étudiant effronté. Par exemple, avec son poème moqueur Guano, il rejoint la critique de Hegel qui est alors répandue parmi les gens instruits. Dans la chanson, il décrit la création de bouses d'oiseaux (guano) sur une île océanique et à la fin, un agriculteur représentant Böblingen dit :
Gott segn’ euch, ihr trefflichen Vögel,

An der fernen Guanoküst’, –

Trotz meinem Landsmann, dem Hegel,

Schafft ihr den gediegensten Mist!
Dans Frau Aventiure. Lieder aus Heinrich von Ofterdingens Zeit (Stuttgart 1863) et histoire de Juniperus. Geschichte eines Kreuzfahrers (Stuttgart 1868) montre des traces de l'érudition de Scheffel. La nouvelle Juniperus. Geschichte eines Kreuzfahrers est née pendant son séjour à Donaueschingen et l'exsurgence Juniperus (de) qui porte son nom à Allmendshofen, un quartier de Donaueschingen, en est un rappel.
Les deux poèmes sont , pour ainsi dire, des fragments d'un grand roman historique prévu, censé décrire la création de la Chanson des Nibelungen et le Tournoi des chanteurs de la Wartbourg, mais qui reste inachevé. Les dernières productions de Scheffel sont les Bergpsalmen (Stuttgart 1870), le festival lyrique Der Brautwillkomm auf Wartburg (Weimar 1873), Waldeinsamkeit, poésie sur douze images atmosphériques scéniques de Julius Mařák (Stuttgart 1880), Der Heini von Steier, poésie (Munich 1883), et Eine alte Geschichte (Stuttgart 1884).
Le 31 janvier 1870, il est membre fondateur de la section de Karlsruhe du Club alpin allemand (de). En 1873, le restaurant Zum Kater Hiddigeigei (de) à Capri porte le nom du chat Hiddigeigei dans l'épopée en vers Der Trompeter von Säckingen.
À l'occasion de son 50e jour de son anniversaire, Scheffel est élevé au rang de noblesse héréditaire de Bade par le grand-duc Frédéric Ier de Bade. À cette époque, Scheffel est déjà conseiller à la cour grand-ducale et propriétaire foncier à Radolfzell, où il construit la villa « Seehalde » et devient propriétaire du Mettnaugut de 82 hectares sur la presqu'île de Mettnau pour 32 000 florins. Scheffel reçoit de son vivant la citoyenneté honoraire de Säckingen (1875), Radolfzell (1876) et Heidelberg (1886),.
Après que Scheffel ait passé les dernières années de sa vie isolé et handicapé par une maladie cérébrale évolutive dans sa villa près de Radolfzell sur le cours inférieur du lac de Constance, il décède le 9 avril 1886 à Karlsruhe. Ses restes sont enterrés au cimetière principal de Karlsruhe. Après sa mort, sont publiés : Fünf Dichtungen (Stuttgart 1887), Reisebilder (éditées par Johannes Proelß (de), Stuttgart 1887) et Gedichte (Stuttgart 1888).

Un certain nombre d'œuvres de Scheffel sont illustrées par Anton von Werner. Dans ses ballades, il confronte les héros du passé aux problèmes banals du quotidien. Le poème de Scheffel sur les ruines du château d'Aggstein à Wachau, en Basse-Autriche, représente un cas particulier de renommée. Avec la conclusion illustrée :
Auf des höchsten Giebels Zack

prangt der Name KISELAK
Von Scheffel érige un monument littéraire au Viennois Joseph Kyselak (de).

## Scheffel et le sentiment national allemand

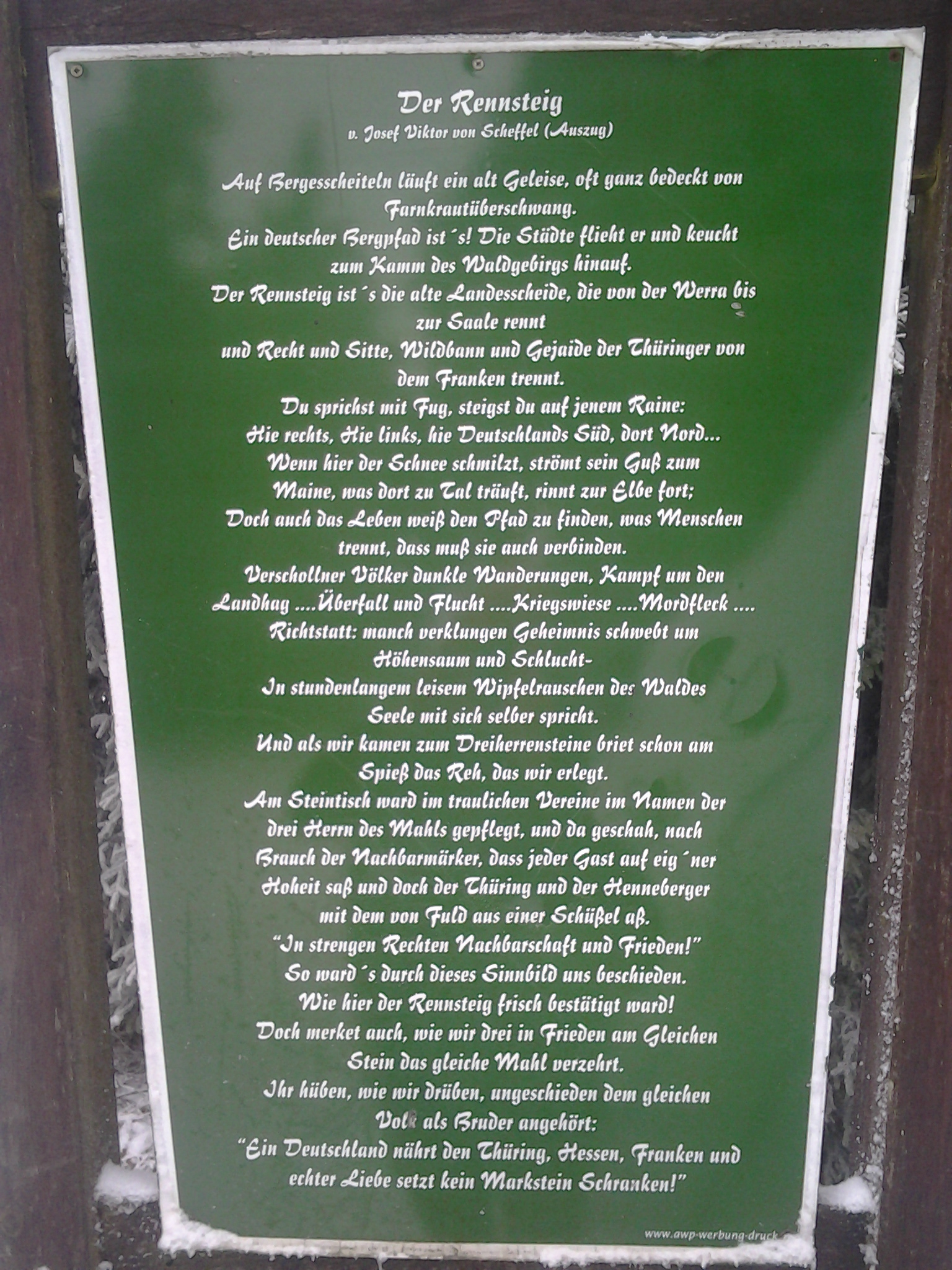
Panneau d'affichage trapézoïdal au Stein 16 sur le Rennsteig près d'Oberhof (Forêt de Thuringe) avec des extraits du poème de von Scheffel Der Rennsteig

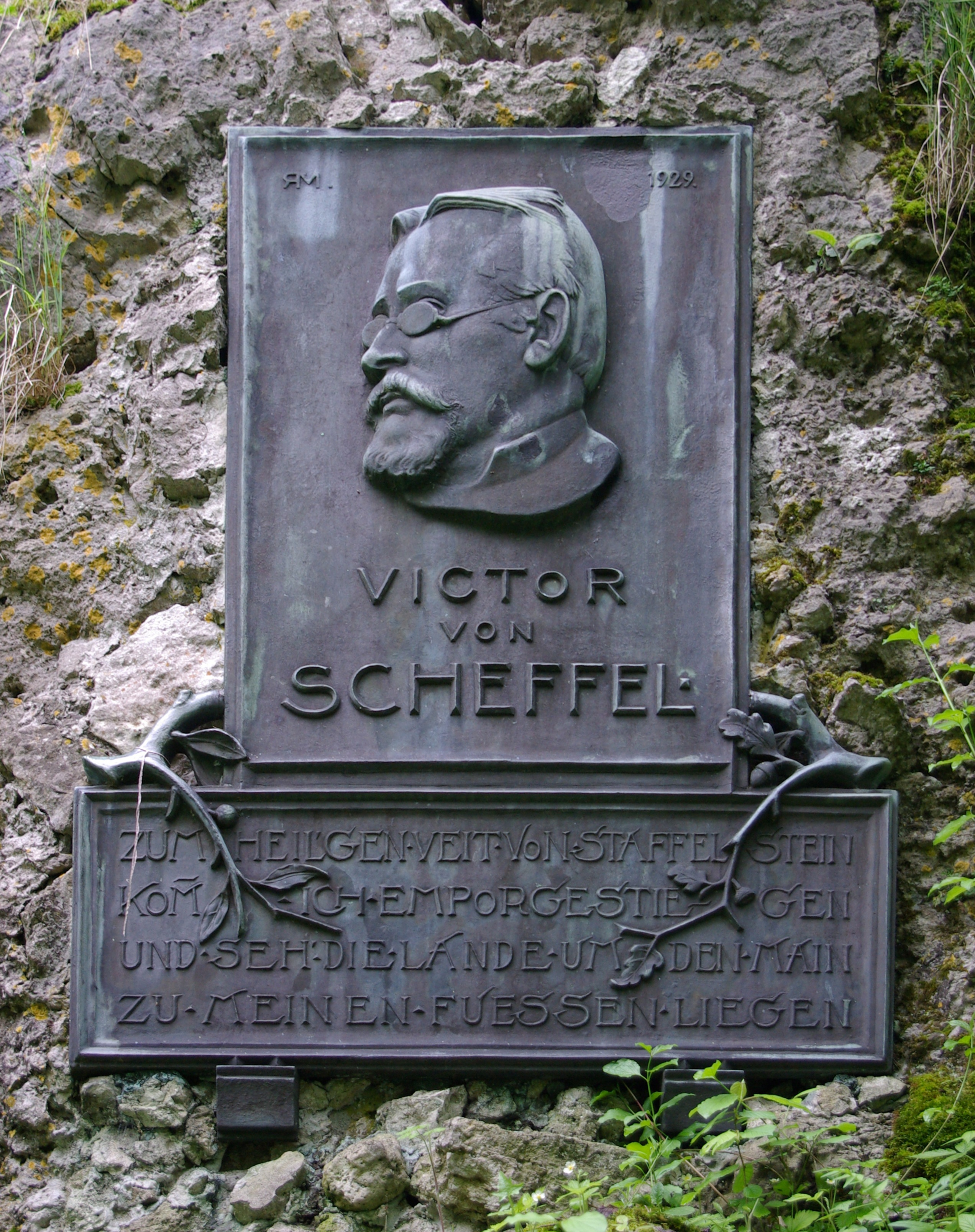
Le monument Scheffel, érigé en 1929 sur le versant du Staffelberg avec la 4e strophe de la.

Les chansons d'étudiants de Scheffel (Alt-Heidelberg, du feine; Wohlauf, die Luft geht frisch und rein ; Als die Römer frech geworden (de)), qui sont incluses dans les livres commerciaux, contribuent à façonner l'image du poète amusant et humoristique Scheffel. En fait, sa vie est marquée par les déceptions (l'échec de la révolution de 1848 et ses fréquentations infructueuses avec Emma Heim en 1851), l'isolement et la résignation.
La chanson franconienne (de) de Scheffel (« Wohlauf, die Luft geht frisch und rein ») est également omniprésente au-delà du Main et du Danube.
Pour l'ouverture de l'Université germanophone François-Joseph de Czernowitz (1875), il écrit la chanson Verwundert hebt der Pruth im Schilf / Sein Haupt, dans laquelle il fait également l'éloge du multilinguisme de la Bucovine.

## Œuvres
- Der Trompeter von Säkkingen (de) (1853)[14]
- Ekkehard (de) (1855)
- Chanson franconienne (de) (1859)
- Hugideo. Dans: Paul Heyse, Hermann Kurz (dir.): Deutscher Novellenschatz. Volume 19. 2e édition. Berlin [1910], p. 237–254. Dans: Weitin, Thomas (dir.): Volldigitalisiertes Korpus. Der Deutsche Novellenschatz, Darmstadt/Constane, 2016
- Juniperus. Geschichte eines Kreuzfahrers.
- Am Anfang (ou Der Rennsteig) (1863)
- Reisebilder, publié à titre posthume par Johannes Proelß (de)
- Episteln (1850–1858)
- Der Rennstieg (1863)
- Der Heini von Steier (1883)
- Waldeinsamkeit (de)
- Bergpsalmen
- Frau Aventiure. Lieder aus Heinrich von Ofterdingens Zeit (1863).
- Gaudeamus. Lieder aus dem Engeren und Weiteren (1868).
- Das Lied „Altheidelberg, Du feine“ s.o..
- Waltharius: lateinisches Gedicht des zehnten Jahrhunderts (avec Alfred Holder (de)), Stuttgart: Metzler, 1874 disponible sur Internet Archive
- Werke. 4 Volumes, Nachdruck der Ausgabe von 1919 (dir. Friedrich Panzer (de)), Hildesheim, Olms, 2004  (ISBN 3-487-12067-4)

## Hommages posthumes
Le philologue et écrivain classique Joseph Stöckle (de) (1844-1893) fonde en 1891 le Scheffelbund (de) en Allemagne à Schwetzingen, dont il est président jusqu'à sa mort. Le Scheffelbund existe encore aujourd'hui en tant que plus grande association littéraire d'Allemagne à Karlsruhe. Il décerne chaque année le prix Scheffel (de). À Karlsruhe, le Musée de la littérature du Rhin supérieur (de) possède une salle Scheffel dans laquelle sont présentées des expositions sur la vie et l'œuvre. Le Scheffelbund conserve le patrimoine du poète dans ses archives Scheffel ; une partie du domaine se trouve désormais à la Bibliothèque d'État de Bade.

### Monuments

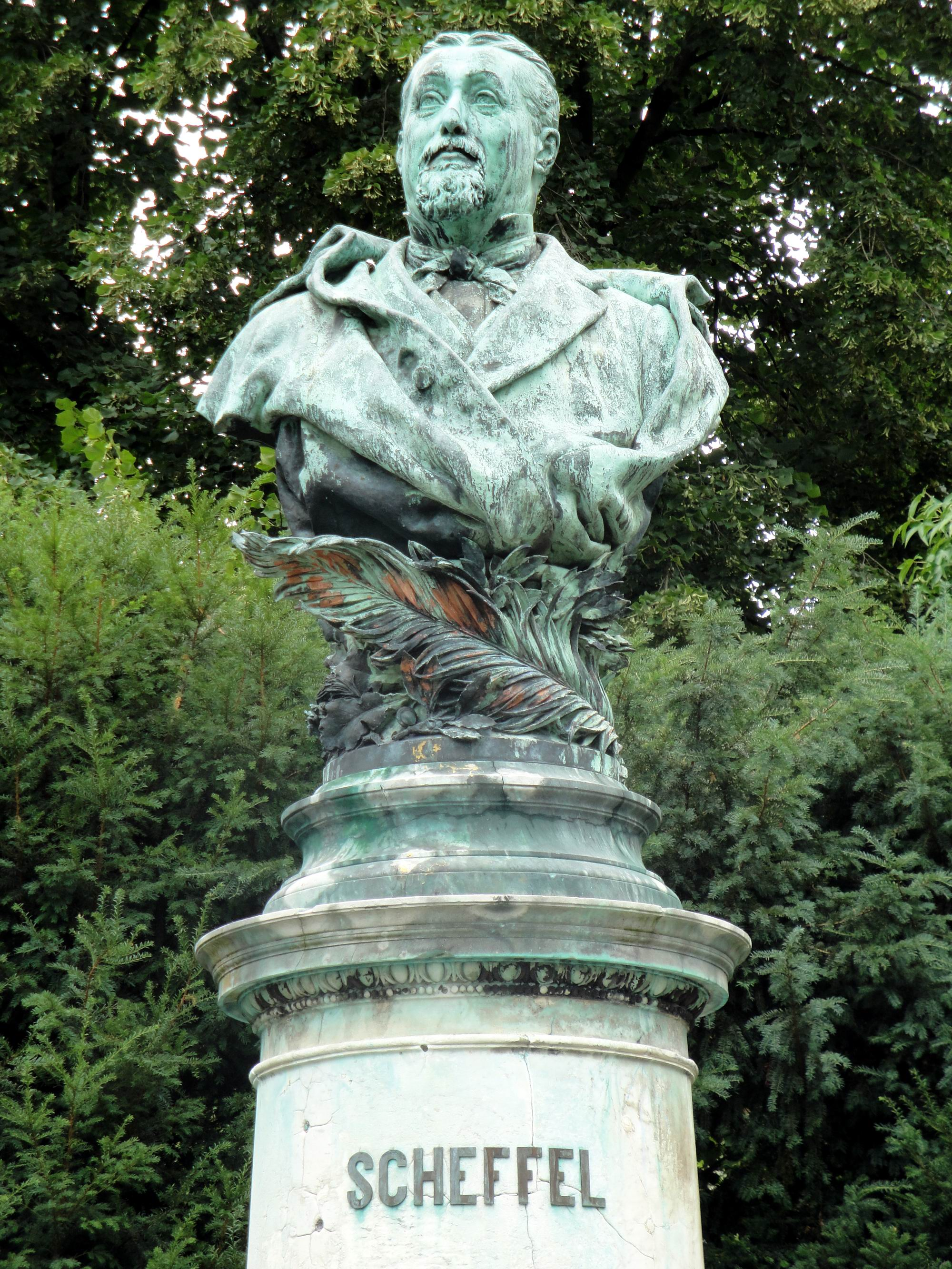
Monument Scheffel sur la Scheffelplatz à Karlsruhe. Créé en 1892 par

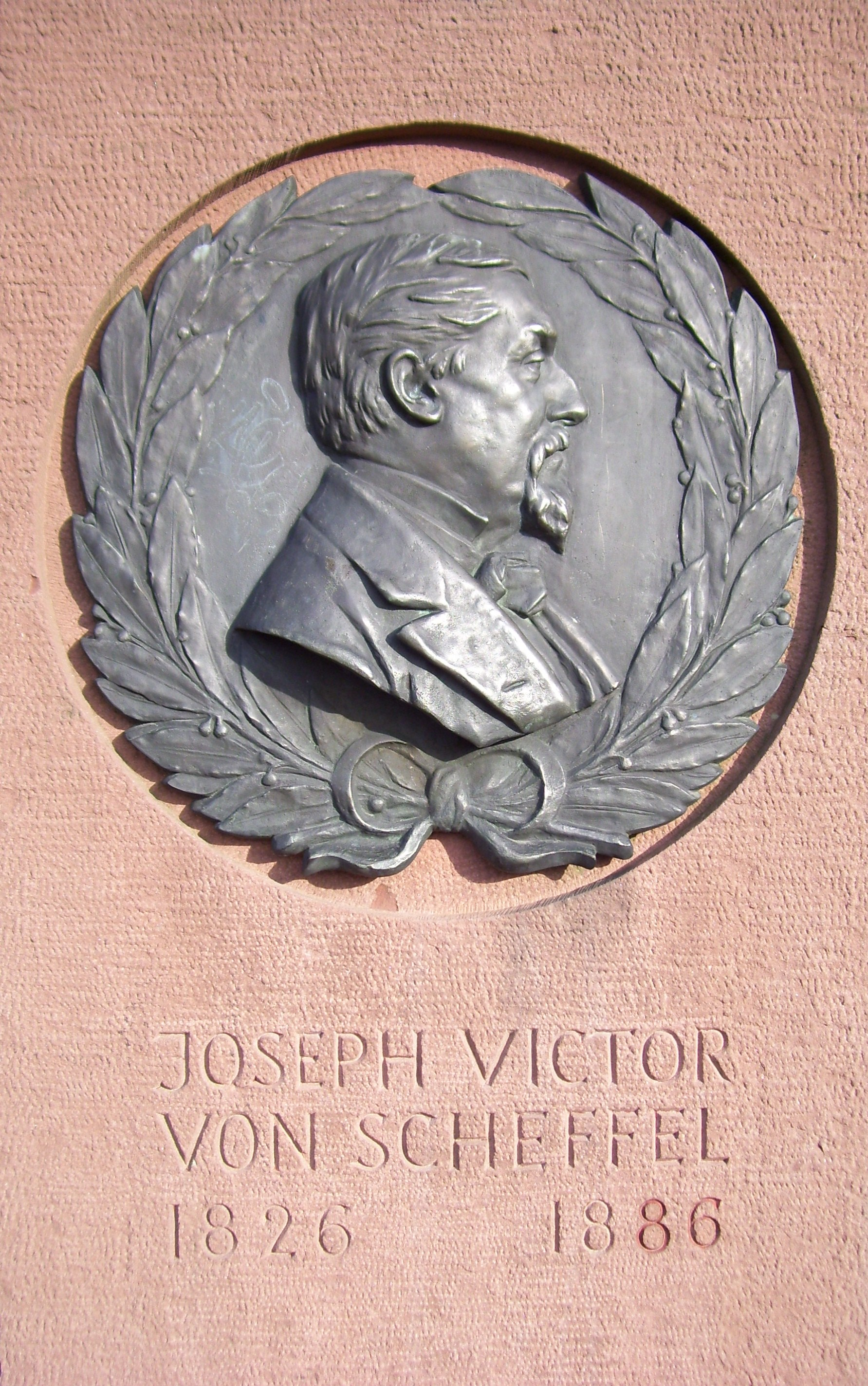
Monument dans le jardin du château d'Heidelberg sur la Scheffelterrasse. Fondé le 26 juin 1976 à l'occasion du 90e anniversaire de la mort de J. V. v. Scheffel par la Burschenschaft Frankonia zu Heidelberg.

Les monuments de Scheffel se trouvent, entre autres, sur la Scheffelplatz de Karlsruhe, à Bad Säckingen, devant le château Scheffel (de) sur la péninsule de Mettnau près de Radolfzell, à Dreiherrnstein entre Ruhla et Brotterode sur le Rennsteig de Thuringe et à Ilmenau. Il y a aussi une statue à Gößweinstein juste en face du Scheffel-Gasthof. Une autre statue représentant le jeune Scheffel, créée par le sculpteur Andreas Krämmer (de), se trouve sur la Bahnhofstrasse à Bad Staffelstein

### Rues
Dans de nombreuses villes et communes des pays germanophones, dont Karlsruhe, Berlin, Erfurt, Fribourg, Cologne, Osnabrück, Ratzeburg, Regensburg, Singen, Wangen, Vienne, Wiesbaden, Chemnitz et Zurich, les rues portent le nom de Scheffel.

### Écoles
Plusieurs écoles portent le nom de Scheffel, dont le lycée Scheffel de Bad Säckingen (de), le lycée Scheffel de Lahr (de), l'école secondaire de Bad Staffelstein, l'école Scheffel de Rielasingen-Worblingen et l'école Viktor-von-Scheffel-Schule à Karlsruhe.

### Prix Scheffel
Le prix Scheffel (de) est déterminé chaque année par le Scheffelbund décerné aux meilleurs bacheliers allemands du Bade-Wurtemberg et de trois autres pays.

### Chemin Scheffel
La ville de Singen installe le chemin Scheffel en mai 2012 à la mémoire de von Scheffel. Il y a des panneaux dans dix stations qui fournissent des informations sur la vie et l'œuvre de Scheffel, son importance pour le chant et l'histoire de la ville. Le chemin commence à la gare (de) et traverse la ville jusqu'à la forteresse d'Hohentwiel (de), où se déroule la partie principale de l'action du roman Ekkehard de Scheffel. À Singen il y a aussi une salle événementielle qui porte le nom de Scheffes, ainsi que plusieurs rues nommées d'après les personnages du roman Ekkehard : Ekkehardstrasse, Hadwigstrasse, Romeiasstrasse, Hadumothstrasse, Audifaxstrasse, Praxedisplatz, Spazzostrasse, Cappanstrasse. La première zone piétonne de Singen s'appelle « Scheffelstraße ». L'une des deux écoles secondaires de la ville s'appelle « Ekkehard-Realschule ».

### Salle Scheffel
La salle Scheffel (de) de Singen est construite en 1925 comme « bâtiment provisoire » pour un grand festival de chant et est classée monument historique en tant que « fort représentant de l'architecture expressionniste ». La salle brûle dans la nuit du 17 novembre 2020.

### Autres désignations
À Radolfzell, la bibliothèque de la ville porte le nom du poète depuis le 19 mars 2009. Au musée de la ville de Radolfzell, sa vie et son œuvre sont présentées et documentées dans une salle d'exposition séparée, la Séparée Scheffel. Au château de Schönau (de), la salle Scheffel et le monument du trompettiste dans le jardin du château commémorent le séjour de Scheffel et son épopée en vers Der Trompeter von Säckingen. À Achdorf, le restaurant Linde, chanté dans l'histoire de Juniperus, porte son nom ; il s'appelle désormais Scheffellinde